# Ponte Pietra

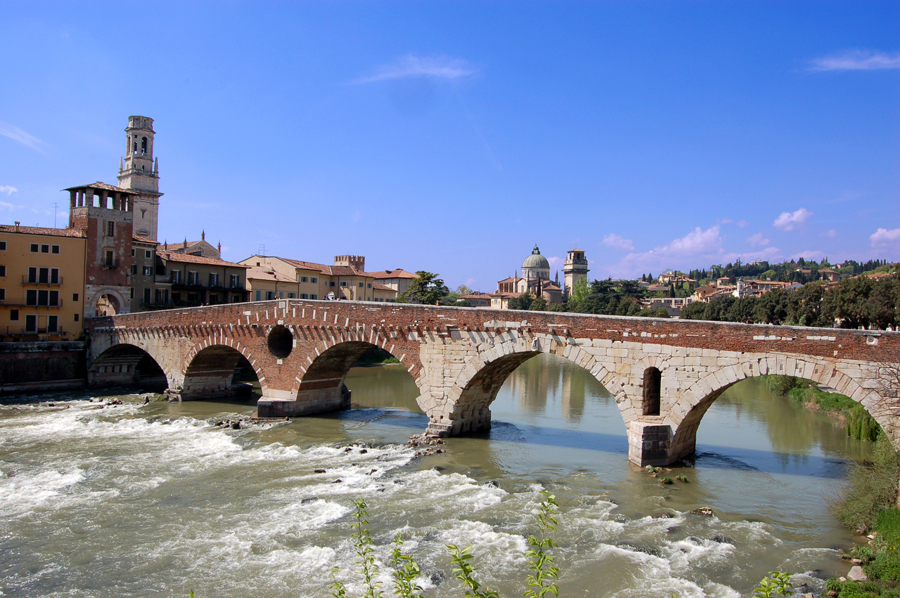
Ponte Pietra over de Adige (Verona)

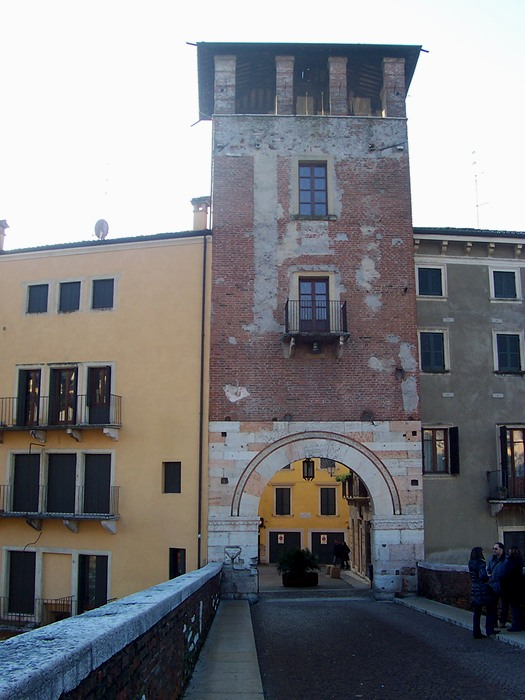
Stadspoort uit de 13e eeuw

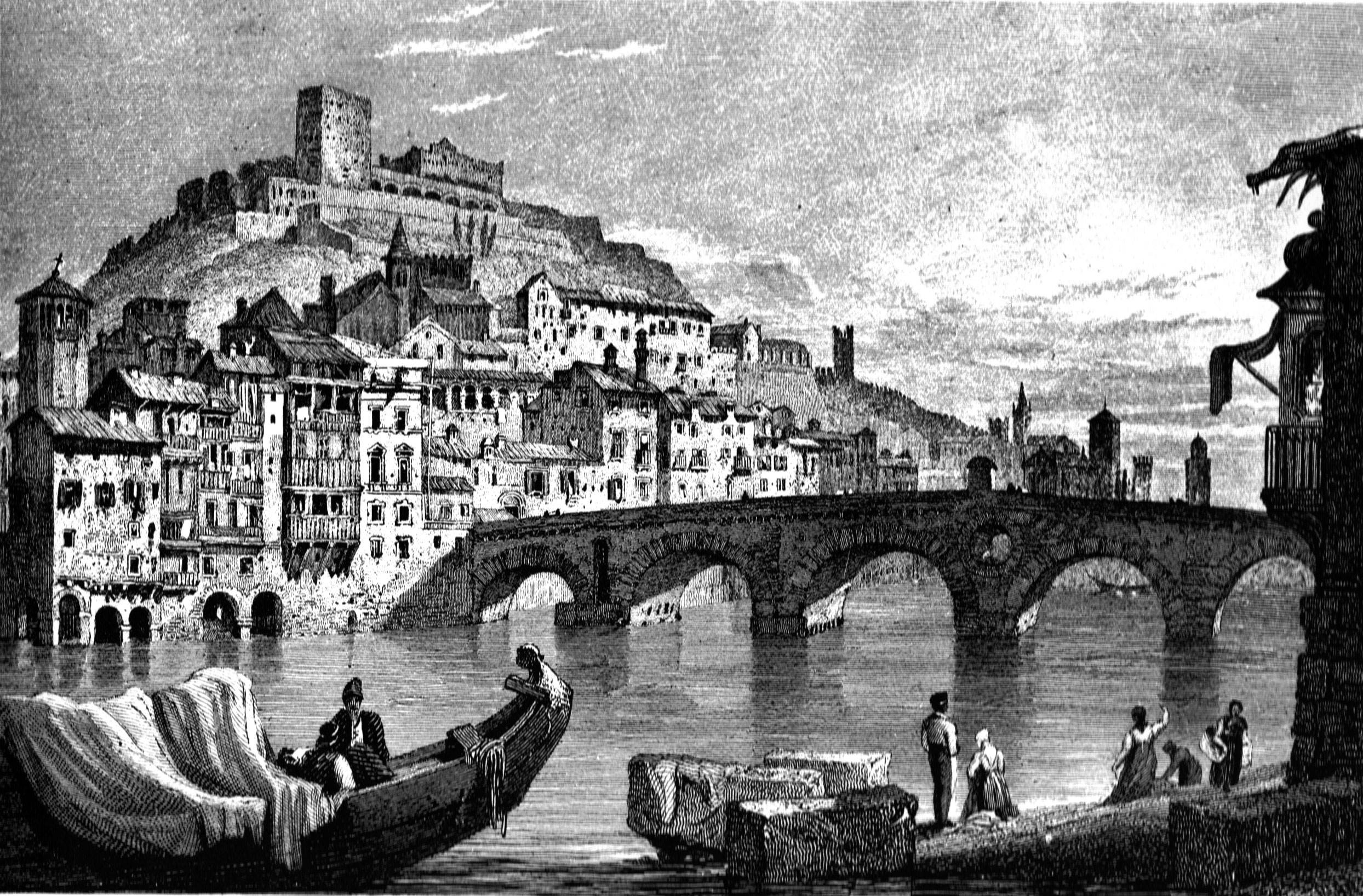
Gravure uit de 19e eeuw

De Ponte Pietra of stenen brug is een Romeinse brug in de stad Verona, in Noord-Italië. De brug dateert van de 1e eeuw v.C. toen Verona een kolonie van de Romeinse Republiek werd (89 v.C.). Zij overspant de Adige.

## Historiek
Er bestond een houten brug sinds de 2e eeuw v.C. De houten brug kwam gelijktijdig met de aanleg van de Via Postuma, een heirbaan tussen Genua in het westen en Aquileia in het oosten (circa 148 v.C.). De Romeinen bouwden de stenen brug omwille van de belangrijke troepenbewegingen naar het noorden die Verona kende. Zij werkten de brug af met rood marmer. De toenmalige naam was dan ook pons marmoreus of marmeren brug.
In diezelfde periode bouwden de Romeinen een tweede stenen brug, stroomafwaarts. Deze brug, de Ponte Postumio, was ook een knooppunt op de Via Postuma alsook een aquaduct voor de stad; zij werd niet bewaard.
De Ponte Pietra stortte deels in in 1007, 1153, 1232 en 1239, door het geweld van kolkend water in de Adige. Telkens werd de brug ten dele of volledig opgebouwd, soms enkel met houten materiaal. Sommige bewoners leefden in houten barakken op de brug. In 1298 liet de heerser van de stadstaat Verona, Alberto della Scala, een toren bouwen aan de kant van het stadscentrum. 
In 1503 stortte de brug nogmaals in. Het stadsbestuur belastte ditmaal Giovanni Giocondo, de monnik-ingenieur van Verona, de Ponte Pietra grondig te herstellen (1508), wat gebeurde tijdens het bestuur van keizer Maximiliaan I.
Tijdens de Tweede Wereldoorlog bliezen de Duitsers de brug op, tijdens hun terugtrekking uit Verona. Wel bleef de kant aan het oude stadscentrum met de poort, bewaard. Pas in de jaren 1957-1959 vond de restauratie plaats. Hiertoe hadden arbeiders stenen op de bodem van de Adige opgehaald. 